# Вольфарт, Дитер
Ди́тер Во́льфарт (нем. Dieter Wohlfahrt; 27 мая 1941, Берлин — 9 декабря 1961, Берлин) — австрийский студент, проживавший в Западном Берлине, добровольный помощник беглецам из ГДР, первая иностранная жертва Берлинской стены.

## Биография
Дитер Вольфарт вырос в Хоэн-Нойендорфе в ГДР. Благодаря отцу-австрийцу имел австрийское гражданство. Переехав к тёте в Западный Берлин, учился в школе в Райниккендорфе. Окончив школу, с 1961 года изучал химию в Берлинском техническом университете. В отличие от жителей Западного Берлина, Вольфарт с австрийским паспортом мог свободно пересекать границу и использовал эту возможность для участия в студенческом движении, оказывавшем помощь в побегах через Берлинскую стену. Сначала он помогал бежать через систему канализации, затем через дыры в пограничном заборе, проделанные в труднодоступных местах.
9 декабря 1961 года вместе с другими активистами он проделал дыру в заборе между Штаакеном и Шпандау, чтобы переправить на Запад мать своей знакомой. Мать знакомой выдала планы побега властям ГДР, и Вольфарт и его соратники попали в засаду, устроенную пограничниками ГДР. При задержании пограничники применили оружие, Вольфарт получил ранение в сердце, в течение часа пролежал без медицинской помощи в пограничной зоне и умер.
В память о Дитере Вольфарте у Берлинской стены в Шпандау был установлен деревянный крест с мемориальной плитой и фотографией.